# تشيكوينكويرا
تشيكوينكويرا (بالإسبانية: Chiquinquirá) هي بلدية في كولومبيا، تقع في غرب إدارة بوياكا، وهي عاصمتها، بلغ عدد سكانها 65,274 نسمة وذلك حسب إحصائيات سنة 2014، تبلغ مساحتها 133 كيلومتر مربع.

## معرض صور

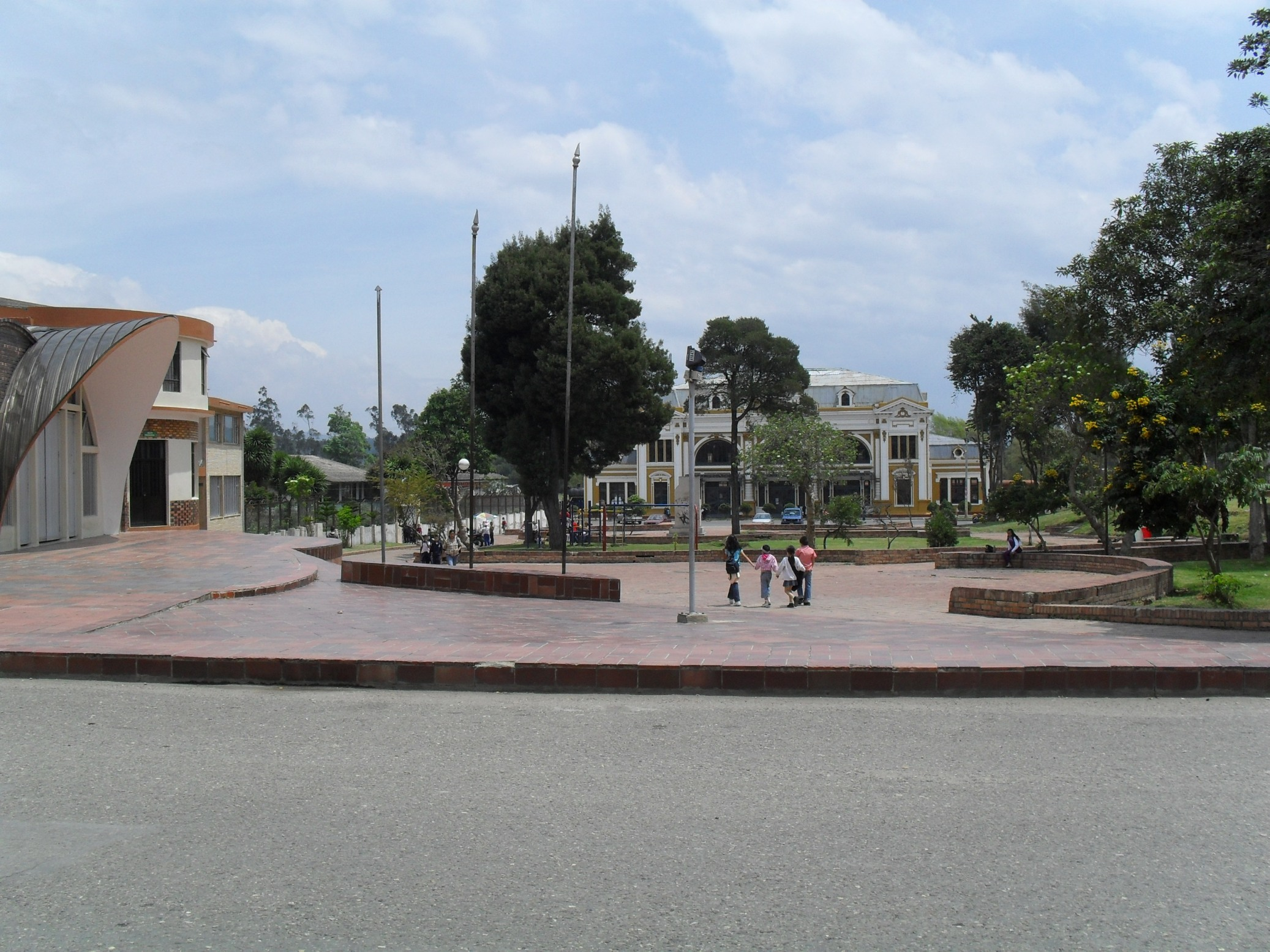
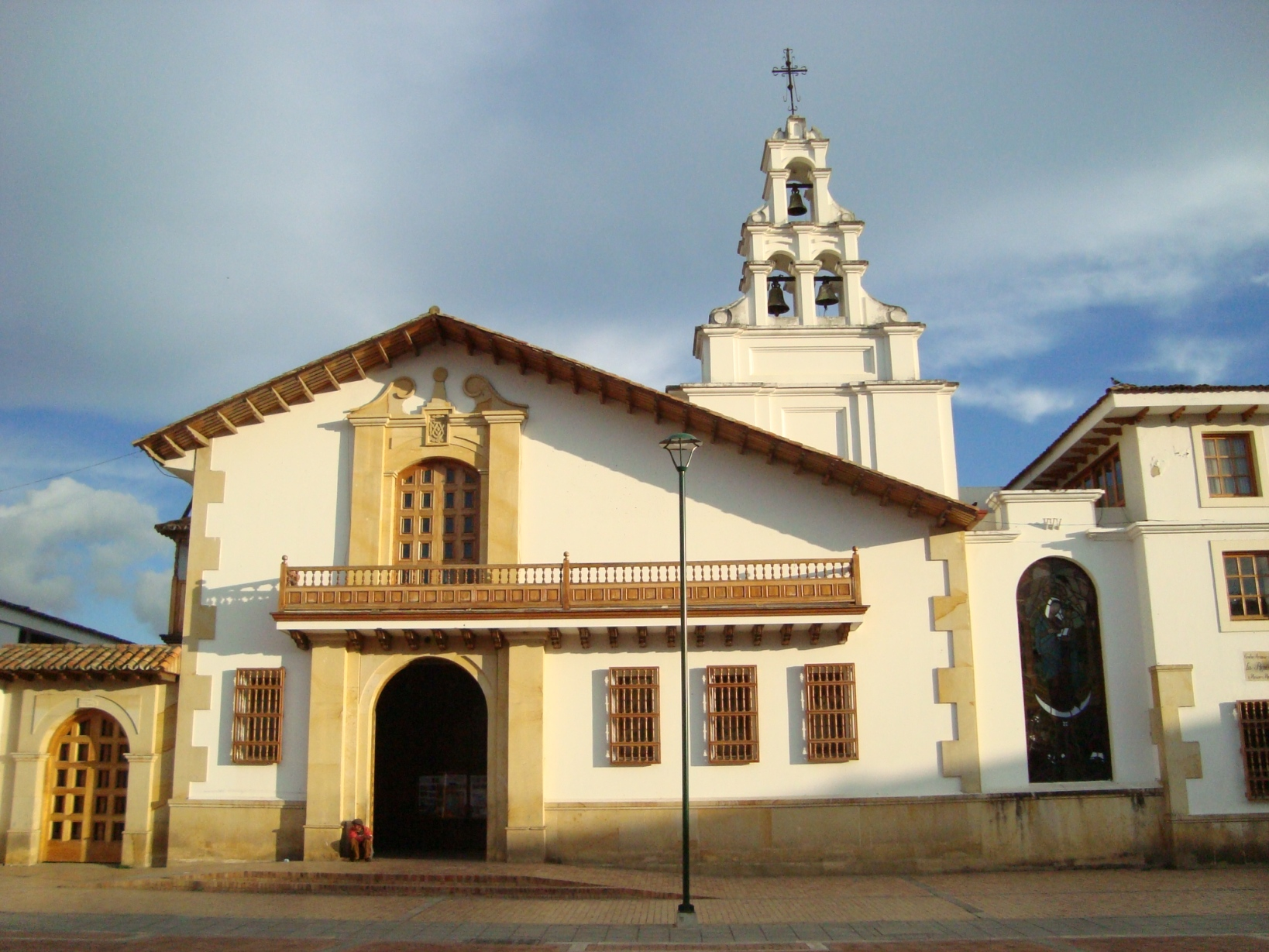
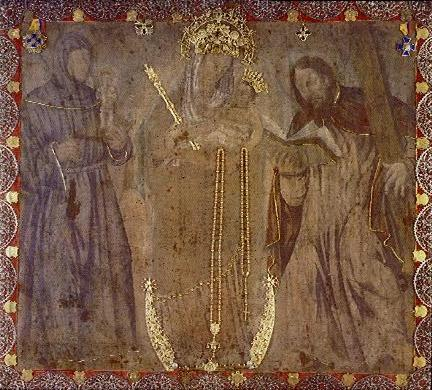
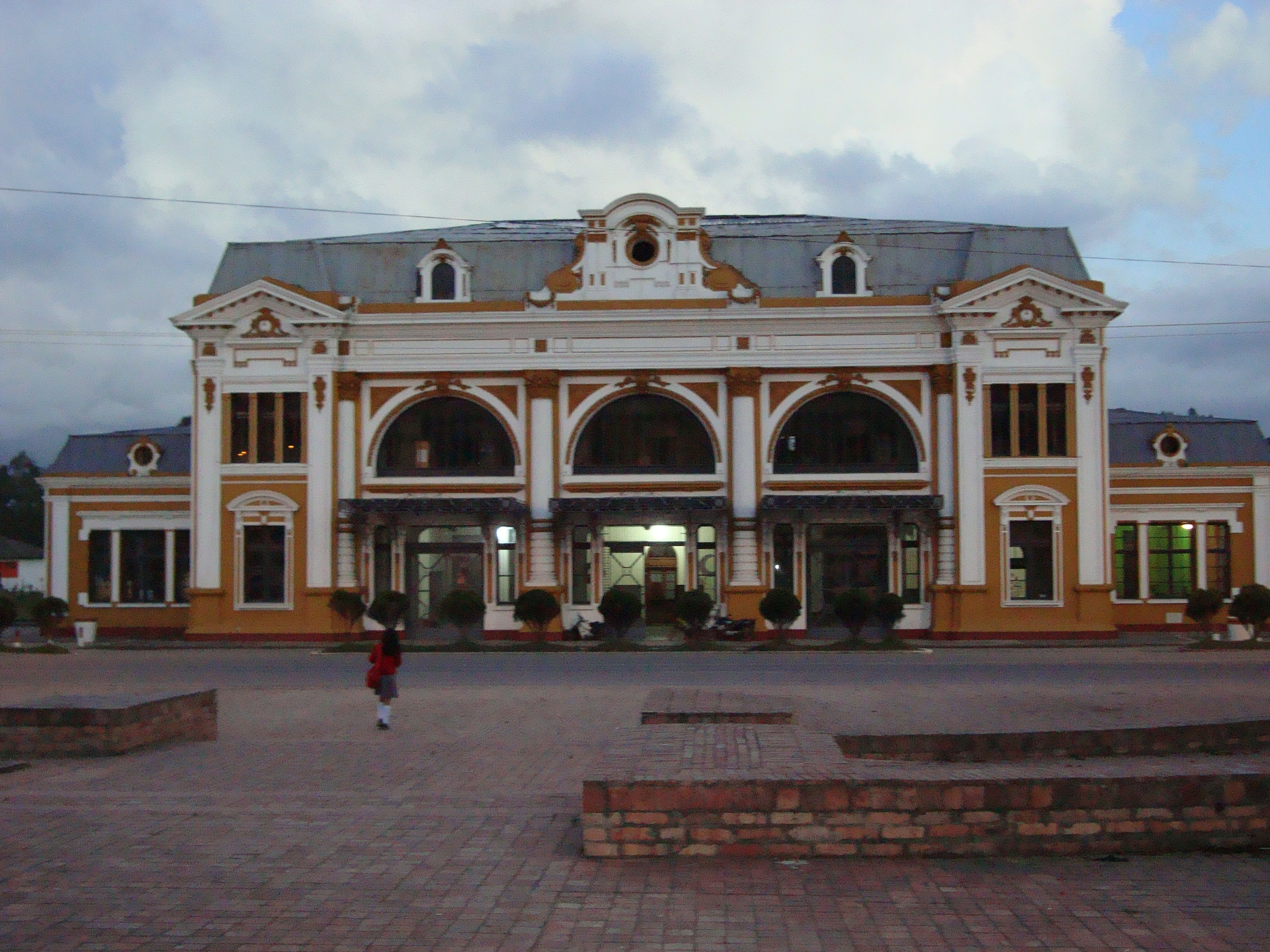

## مدن توأم
المدن التوأم:
- ماردة.